# Paradoja de los dos sobres

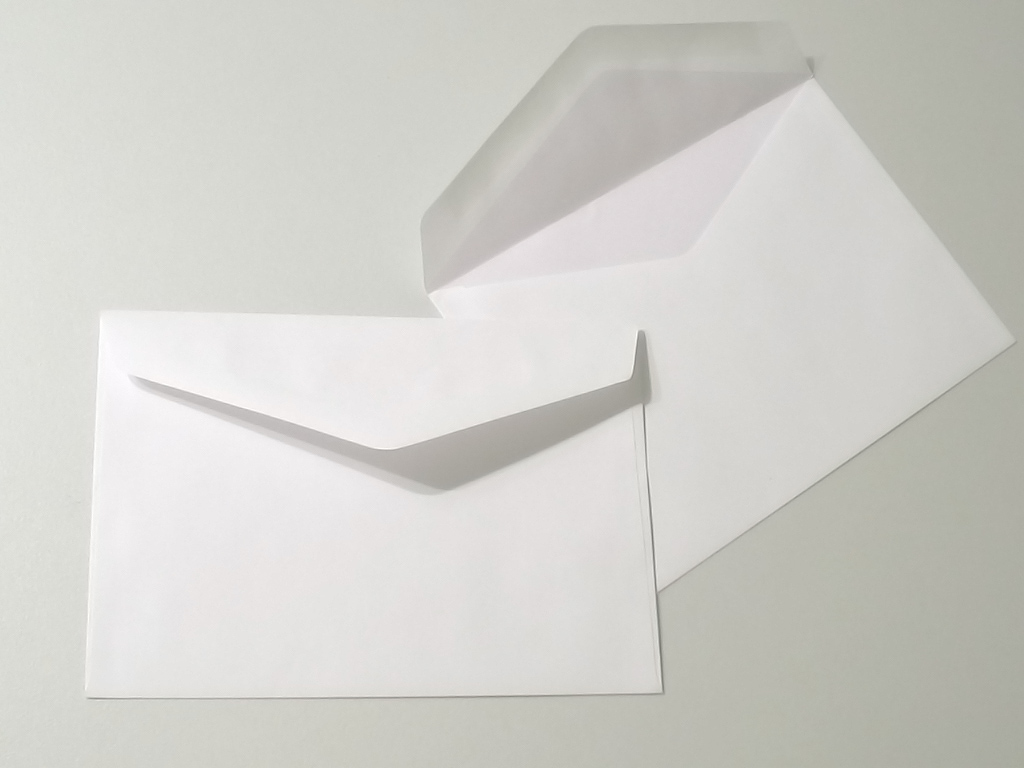
Dos sobres.

El problema de los dos sobres, también conocido como paradoja del cambio, es un acertijo o paradoja lógico, filosófico y de probabilidad y matemáticas recreativas, de especial interés en teoría de la decisión y la  interpretación bayesiana de la probabilidad.
Una posible formulación del problema es la siguiente:
"Digamos que te dan dos sobres indistinguibles, cada uno de los cuales contiene una suma positiva de dinero. Un sobre contiene dos veces más que el otro. Puedes escoger un sobre y quedarte con cualquier cantidad que contenga. Escoges un sobre al azar, pero antes de abrirlo se te ofrece la posibilidad de tomar el otro sobre en su lugar."
Es posible argumentar que será ventajoso para ti cambiar los sobres, demostrando que el valor esperado de un cambio de sobres es mayor que la cantidad que tiene en tu sobre. Esto conduce al absurdo de que es beneficioso cambiar sobres indefinidamente.
Las razones para cambiar de sobres: 
1. Sea A la cantidad que contiene mi sobre.
2. La probabilidad de que A sea el sobre con menos dinero es 1/2, y la de que sea el sobre con la cantidad mayor es también 1/2.
3. El otro sobre puede contener o bien 2A o bien A/2.
4. Si A es la cantidad menor entonces el otro sobre contiene 2A.
5. Si A es la cantidad mayor entonces el otro sobre contiene A/2.
6. Por lo tanto el otro sobre contiene 2A con probabilidad 1/2 y A/2 con probabilidad 1/2.
7. Por lo tanto el valor esperado de dinero en el otro sobre es 
 
{\displaystyle {1 \over 2}2A+{1 \over 2}{A \over 2}={5 \over 4}A}
8. Este valor es mayor que A, por lo tanto ganó cambiando los sobres.
9. Después del cambio, puedo llamar B al contenido de mi sobre y razonar exactamente igual que antes.
10. Concluyo que lo más racional es cambiar de sobres una y otra vez.
11. Para ser racional, deberé entonces cambiar de sobres indefinidamente.
12. Dado que parece más racional limitarse a abrir un sobre, tengo una contradicción.

## Explicación de la paradoja
A pesar de que en primera instancia parecería que el otro sobre es mejor siempre, se comete un error en la paradoja de los dos sobres al comparar A con un valor esperado ya que A es el valor efectivo del sobre y no el valor esperado de este, de hecho el valor esperado de los dos sobres es: 
 
{\displaystyle {5 \over 4}A}
 

- Datos: Q180191